# Động đất Chilik 1889
Động đất Chilik 1889 (tiếng Anh: 1889 Chilik earthquake) là trận động đất xảy ra vào lúc 15:14 (theo giờ địa phương), ngày 11 tháng 7 năm 1889. Trận động đất có cường độ 7.9–8.0 richter, tâm chấn độ sâu khoảng 40 km. Hậu quả trận động đất làm hơn 92 người thiệt mạng.